# Susi Sánchez
Susi Sánchez, właśc. Asunción Sánchez Abellán (ur. 21 marca 1955 w Walencji) – hiszpańska aktorka filmowa, teatralna i telewizyjna.

## Filmografia
- 2009 - Gorzkie mleko (La Teta asustada) jako Aída
- 2008 - El Patio de mi cárcel
- 2007 - Alan muere al final de la película jako matka Alana
- 2006 - Electroshock jako Elvira
- 2004 - Naiwniacy (Incautos) jako matka Miriam
- 2003 - Nie boję się (Io non ho paura) jako matka Filippo
- 2003 - Znaki życia (La Vida mancha) jako dyrektor INEM
- 2003 - Carmen jako Blanca
- 2002 - Kamienie (Piedras) jako Encargada
- 2002 - Życie niczyje (La Vida de nadie) jako Dyrektorka szkoły
- 2001 - Juana la Loca jako królowa Izabela
- 2000 - Aunque tú no lo sepas jako Ángela
- 1998 - Las Ratas jako Doña Resu
- 1997 - Sólo se muere dos veces jako Realizadora
- 1995 - Entre rojas jako Flora
- 1995 - Una Casa en las afueras jako Teresa
- 1992 - Po drugiej stronie tunelu (Al otro lado del túnel)